# Душатин (Польща)

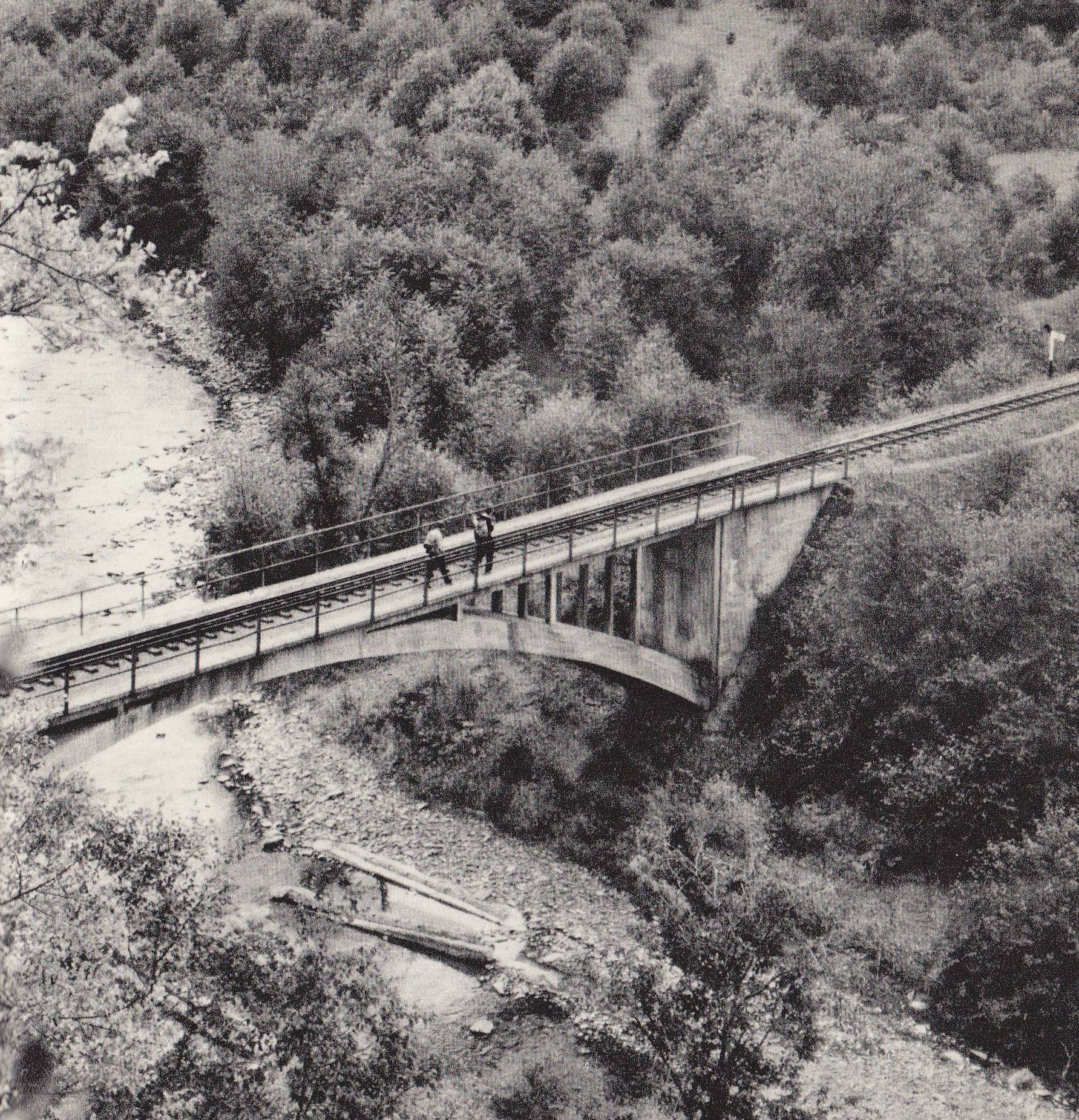
Міст Бескидської лісової залізниці над річкою Ослава біля Душатина

Душатин (пол. Duszatyn) — лемківське село у Підкарпатському воєводстві Республіка Польща, Сяноцького повіту, гміна Команча. У 1975–1998 роках входило до складу Кроснянського воєводства. Знаходиться на річці Ослава.

## Розташування
Знаходиться на річці Ослава неподалік кордону зі Словаччиною, за 7 км на південний-схід від Команчі, 27 км на південь від Сяніка і 81 км на південь від Ряшева.

## Історія
Душатин засновано у XV столітті на волоському праві. Відносилось до королівських володінь і було передано у 1572 році сяноцькому старості Миколаю Ціковському.
У 1657 році село було цілком знищено військом угорського шляхтича Юрія II Ракоці. У 1686 угорські збійники ще раз пограбували і спалили село.
Останніми власниками Душатина, наприкінці ХІХ століття, були польські шляхтичі Ян і Станіслав Потоцькі з Риманова. В цей час - у 1898 році село займало 2,60 км², нараховувало 25 господарств і 179 мешканців. У 1905 році Юзеф Миколай Потоцький був власником 1313 га довколишніх лісів. До 1914 року Душатин відносився до гміни Буківсько, Сяноцького судового повіту.
У період листопада 1918 — січня 1919 років разом з іншими 33 селами входив до складу Команчанської Республіки.
Через село пролягала Бескидська лісова залізниця, яка після Першої світової війни більше не використовувалась.
В 1925 р. збудована церква св. Володимира Великого.
В 1939 р. в селі було переважно лемківське населення: з 220 жителів села — 200 українціві 20 поляків. 
До виселення лемків у 1945 році в СРСР та депортації в 1947 році у селі була греко-католицька громада парафії Перелуки Лупківського деканату.
Після депортацій українського населення 1944-1946 років та операції «Віслі» у 1947 Душатин припинив своє існування. У 1950-х роках тут відновили поселення для працівників лісового господарства.

## Церква святого Володимира
Греко-католицький храм присвячений хрестителю Русі, святому рівноапостольному князю Володимиру, був споруджений у Душатині у 1925 році. Він був розташований на так званій Рівні - рівнинна місцевість між сучасною дорогою та річкою Ослава. Це була дерев'яна церква, побудована в українському національному стилі, на плані грецького хреста, увінчана восьмигранним куполом над навою та двосхилим дахом над рештою частин. Перед церквою (із заходу) була дзвіниця із дерев'яних стовпів, згодом оббита дошками. Церква була зруйнована орієнтовно у 1956 - 1959 роках, жодних слідів її існування не збереглося. На церквищі поставлено меморіальний камінь. 

Вигляд храму у 1925 році, після завершення будівництва.
Церква у 1936 році (фото Ю. Тарновича із книги "Ілюстрована історія лемків").
Споруда в стані руйнування, 1950-роки
Група польських кліриків на фоні руїн церкви, 1956 р. (фото С. Порембського)